# 波帕埃別墅
波帕埃別墅（英語：Villa Poppaea）是一座古老的豪華羅馬海濱别墅（villa maritima），位於義大利南部拿坡里和索伦托之間的托雷安農齊亞塔，因其位於古羅馬小鎮奥普隆蒂斯，因此也被稱為奧普隆蒂斯別墅（Villa Oplontis）或奧普隆蒂斯別墅A（Oplontis Villa A）。
波帕埃別墅在公元79年維蘇威火山爆發時，同附近的赫庫蘭尼姆和龐貝城遭到掩埋並保存至今，位於現代地面層下方约10米（33英尺）處。
該別墅的裝飾和建築的品質表明其為尼祿皇帝所有，在現場也發現了一塊陶器碎片，上面印有尼祿皇帝的第二任妻子波培婭·薩賓娜的自由民名稱，表明別墅可能是她離開羅馬時的住所，並因此而得名。 
波帕埃別墅裝飾著精美的藝術品。 與同一地區其它地方相比，其它地方通常是用灰泥粉刷過的磚柱，波帕埃別墅則是大理石製的柱子和柱頭，顯得特別奢華。
許多來自奧普隆蒂斯的文物都保存在拿坡里國立考古博物館。
位於現代建築下仍有一部分別墅尚未挖掘。

## 構造

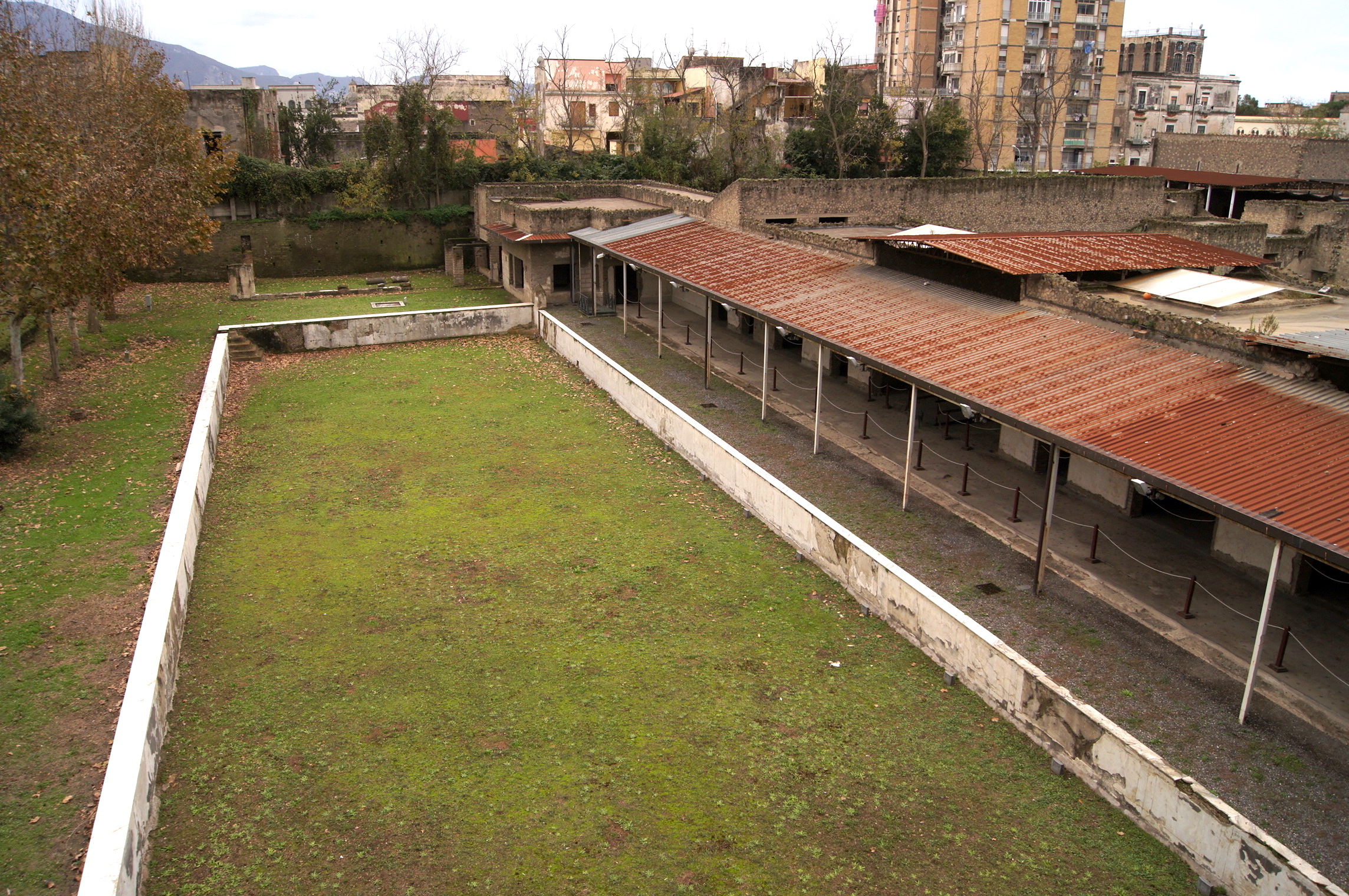
游泳池

別墅始建於公元前50年代，然後分階段擴建。房子最古老的部分以中庭為中心。改建後，房子向東延伸，增加了各種接待室和服務室、花園和一個大型游泳池。

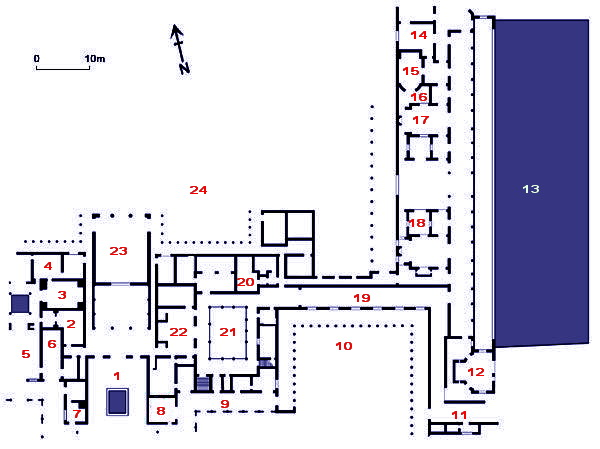
波帕埃別墅平面圖：01-中庭（Atrium），03-高温浴室，04-温水浴室，06- 臥躺餐廳 ，07-臥室（Cubiculum），10柱廊，12-招待室 （Oecus），13-游泳池，15-古羅馬花園 （Viridarium），20-厕所，21柱廊， 22- 小型家庭教堂（Lararium）, 24-花園

## 壁畫

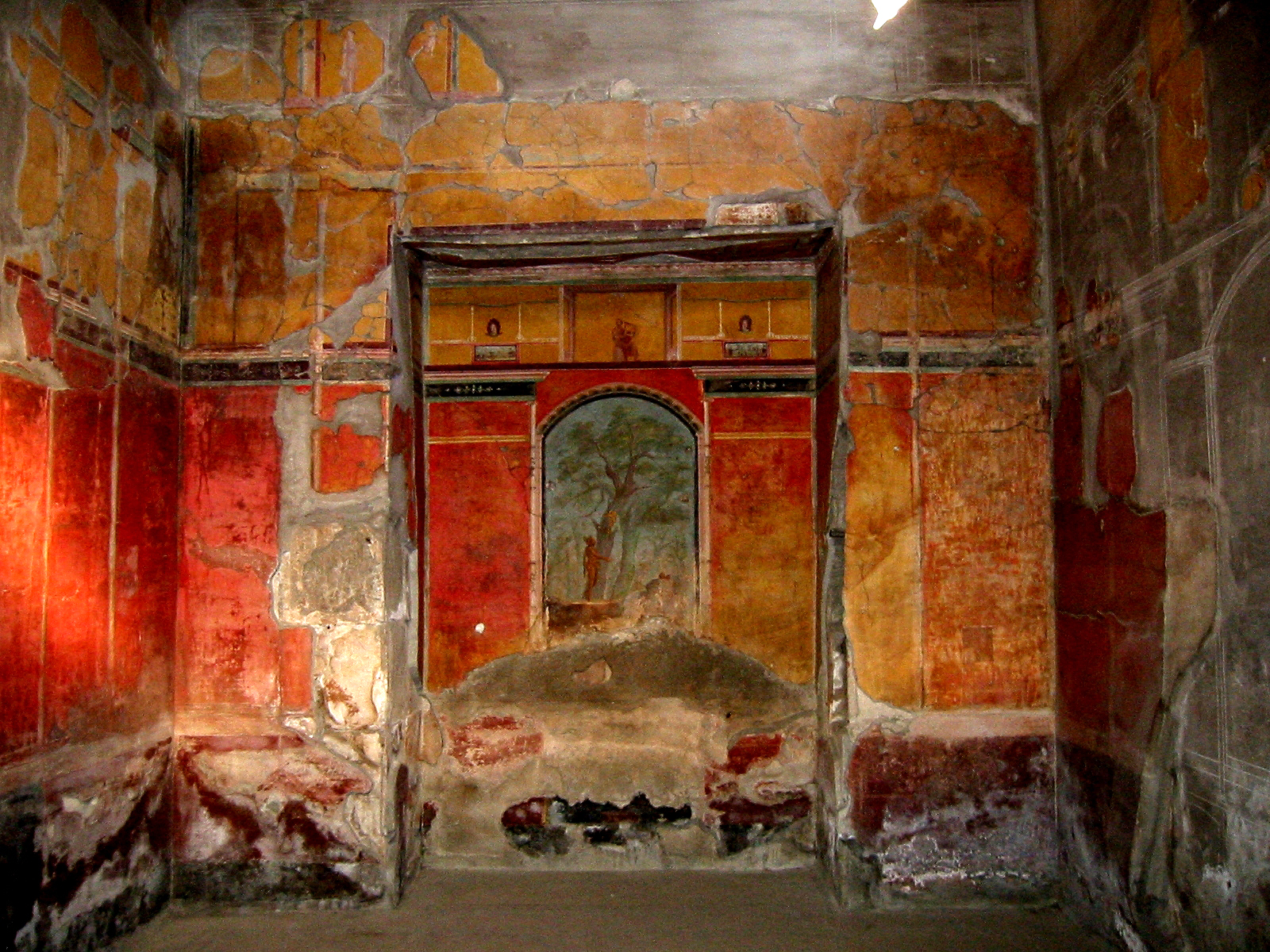
熱水浴室

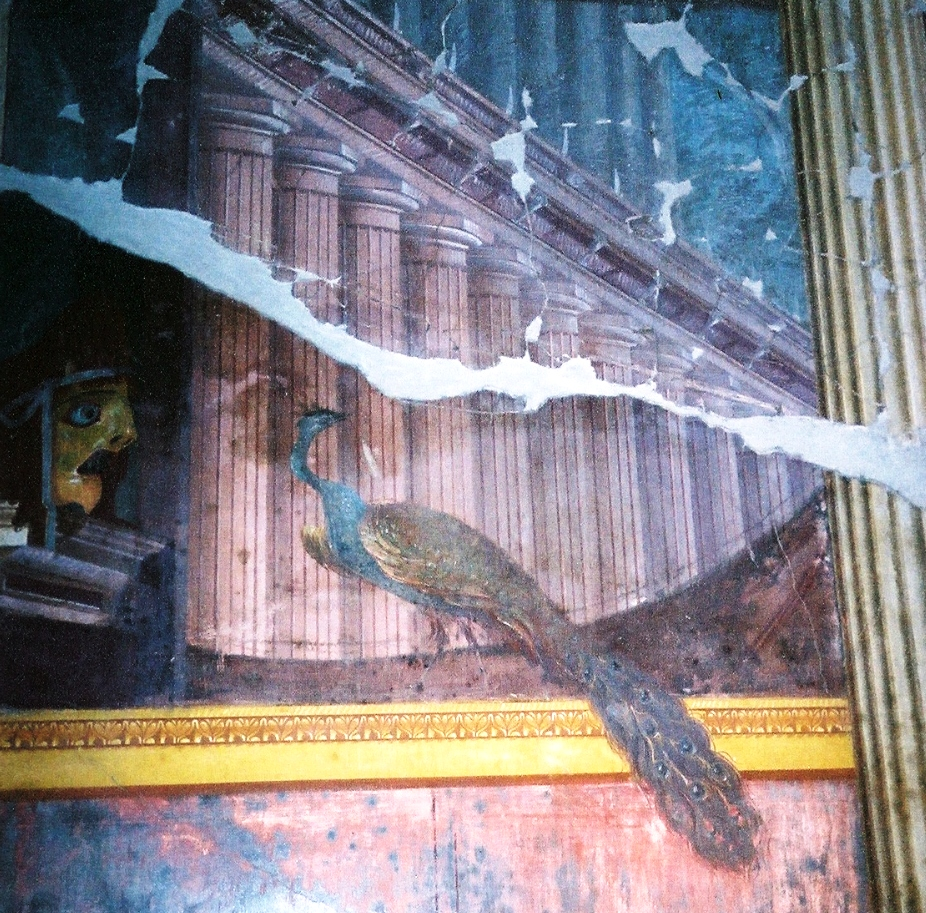
招待室 (15)

就像許多因維蘇威火山噴發而保存下來的壁畫一樣，波帕埃別墅的裝飾壁畫在形式和色彩上都很引人注目。許多壁畫屬於古羅馬繪畫的「第二風格」 （也稱為建築式風格）。第二風格的歷史可追溯至公元前90-25年，是1899年時由奧古斯特·莫（August Mau）所作的分類，其細節包括偽裝的建築特徵，如錯視的門窗，還有描畫的柱子。
在熱水浴室的壁畫描繪了在赫斯珀里得斯金蘋果園的赫丘利，其繪畫風格可追溯到公元前25年至公元40年的第三風格 （也稱為裝潢式風格）。根據奧古斯特·莫的說法。第三風格放棄了對現實視角的關注，轉而關注平面性和拉長的建築形式，這些建築形式構成一種圍繞著中心場景的「神龕」，而中心場景通常是描繪神話主題。 
緊鄰在臥躺餐廳西側的是一間寬闊的招待室（oecus），這是羅馬房屋的主要起居室。就像熱水浴室的壁畫一樣，這間房間也畫上了第二風格。東牆包括一些精彩的細節，如劇院面具和孔雀。
波帕埃別墅壁畫中對舞台繪畫（scenae frons ）的影射受到了很多關注，特別是那些在 23 室的壁畫。

## 重新發現和挖掘歷史
波帕埃別墅于18世紀在建造薩爾諾渡槽時首次被發現，渡槽穿過別墅中心 ，但還沒有人認出這個遺址，1839年，波旁王朝的挖掘者利用赫庫蘭尼姆的隧道技術對該遺址進行了一次簡短的勘探，發現了部分列柱中庭和花園區域並遷走了幾幅畫。

正式的挖掘工作從1964年開始，一直到1980年代中期，至此，遺址已被挖掘到目前的程度。正是這最後一輪的挖掘才發現了面積為60×17米的巨大游泳池。因複雜的物理限制，別墅最南端的部分未被挖掘，其位於現代城市托雷安農齊亞塔和薩爾諾渡槽下方而只好放棄。

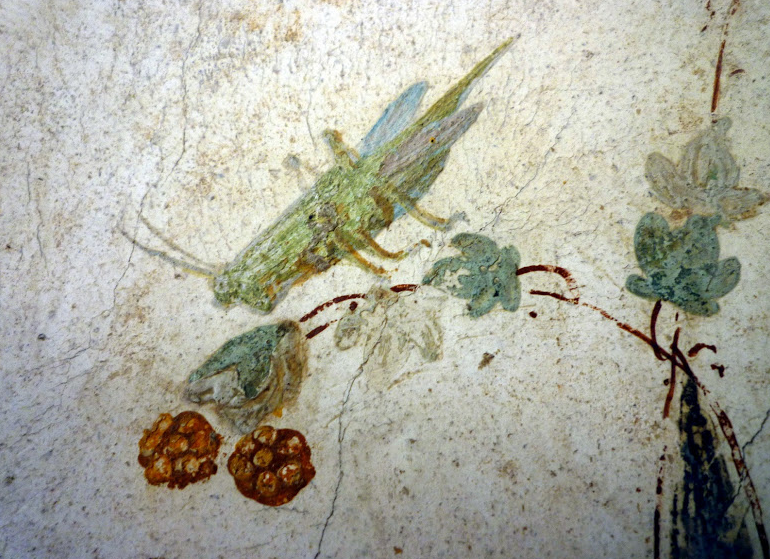
门廊的游泳池（Piscina）
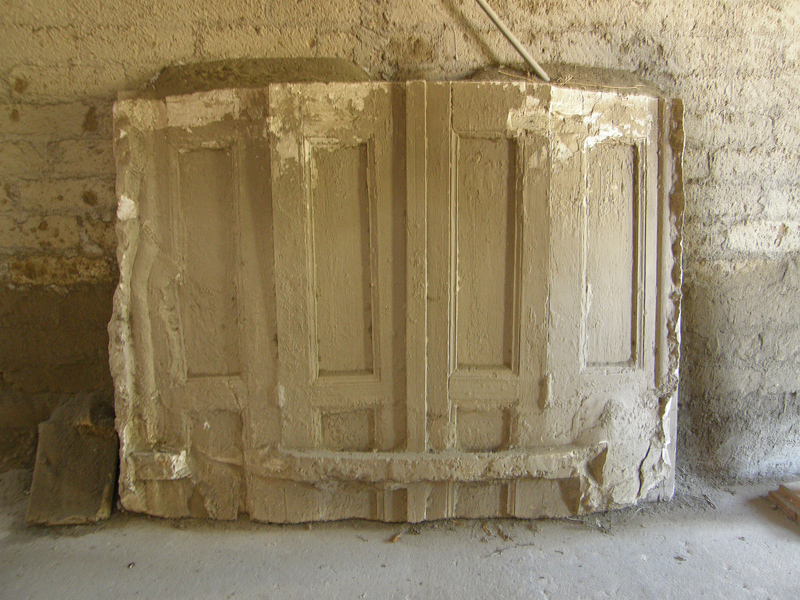
木制百叶窗铸件
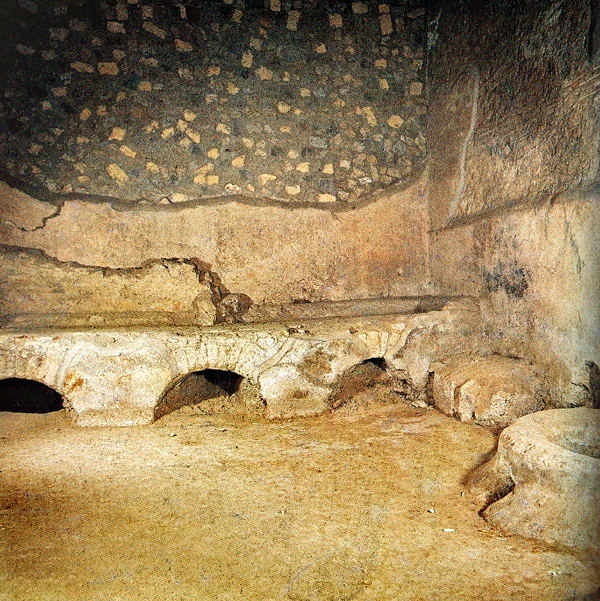
厨房
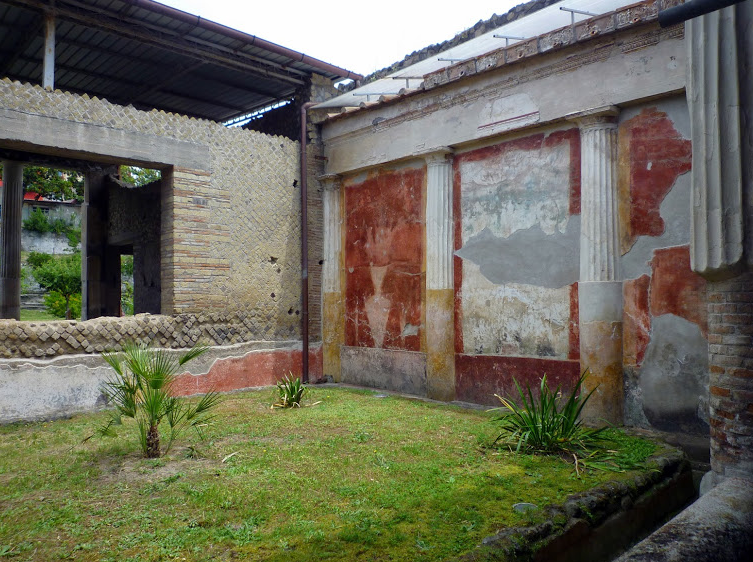
中庭以北的花园

## 來源
- H0 Berry, Joanne. . New York City; New York: Thames & Hudson. 2007. ISBN 978-0-500-05150-4.
- Bowe, Patrick. . Los Angeles, California: J. Paul Getty Museum. 2004. ISBN 978-0-7112-2387-5.
- Civale, Anna. Guzzo, Pier Giovanni , 编. . Milan: Electa. 2003: 72–79. ISBN 978-88-370-2363-8.
- Clarke, John R. . Berkeley, California: University of California Press. 1991. ISBN 978-0-520-08429-2.
- Coarelli, Filippo (编). . New York City, New York: Riverside Book Company. 2002. ISBN 978-1-878351-59-3.
- Jashemski, Wilhelmina Mary Feemster.  1. New Rochelle: New York: Caratzas Brothers. 1979. ISBN 978-0-89241-096-5.
- ———.  2. New Rochelle: New York: Caratzas Brothers. 1993. ISBN 978-0-89241-125-2.
- MacDougall, Elisabeth B. (编). . Dumbarton Oaks Colloquia on the History of Landscape Architecture 10. Washington, DC: Dumbarton Oaks Research Library and Collection. 1987. ISBN 978-0-88402-162-9.
- Wallace-Hadrill, Andrew. . Princeton, New Jersey: Princeton University Press. 1994. ISBN 978-0-691-02909-2.

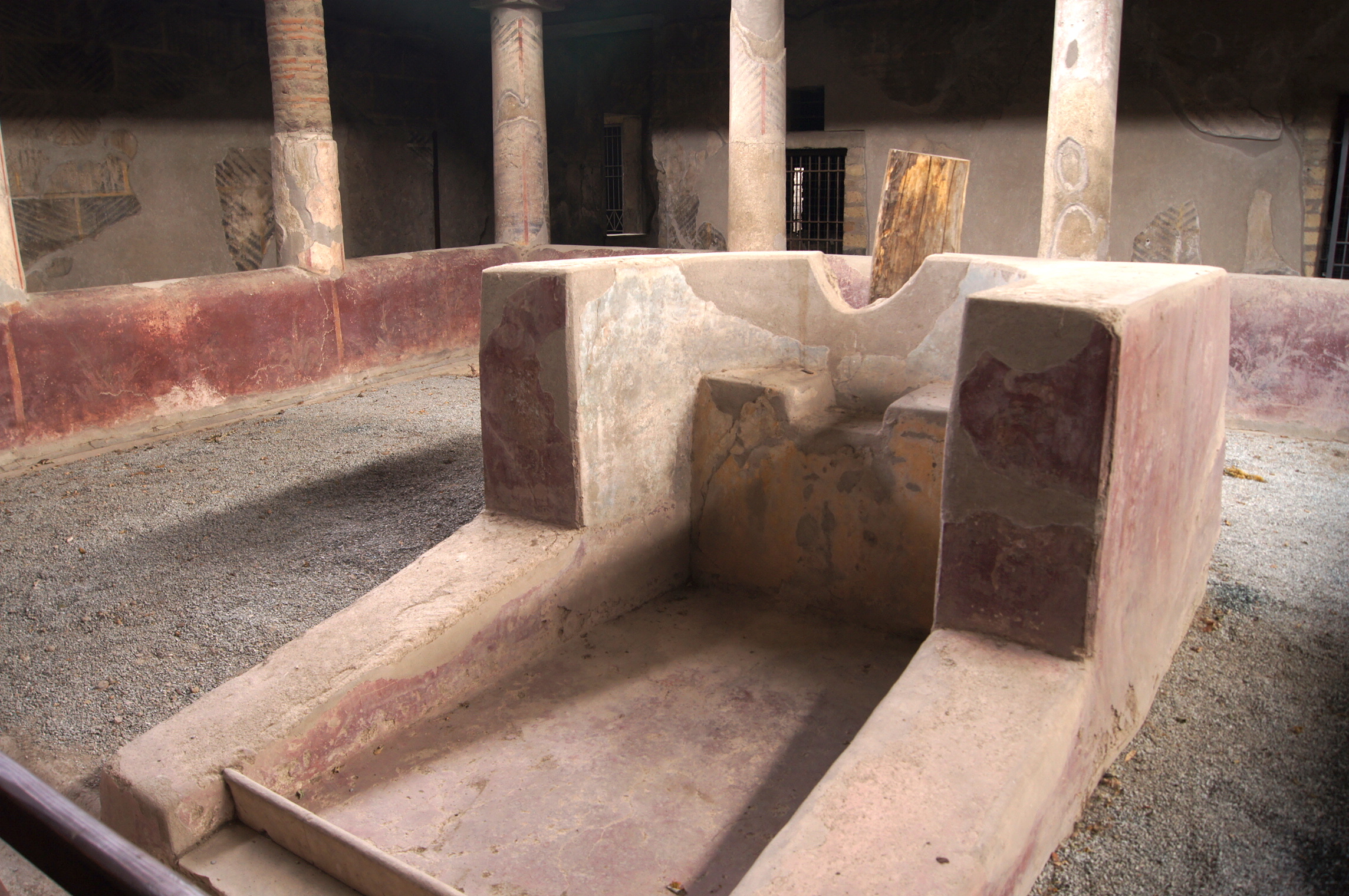
游廊花园喷泉 (21)

## 延伸閱讀
- Aurelius Victor, Book of the Caesars 5
- Ling, Roger. Roman Painting. Cambridge [England]: Cambridge University Press, 1991.
- Maiuri, Amedeo. Pompeii. Novara: Instituto Geografico de Agostini, 1957.
- __. Herculaneum. Rome: Istituto Poligrafico dello Stato, Libreria dello Stato, 1945.
- Mau, August and Francis Willey Kelsey. Pompeii: Its Life and Art. New York: The Macmillan Company, 1899.
- Suetonius, Life of Nero

## 外部連結
- Official website （页面存档备份，存于） （義大利語和英語）
- The Oplontis Project （页面存档备份，存于）
- Triclinium Villa di Poppea （页面存档备份，存于）
- AD79 destruction and Re-discovery Oplontis: Villa di Poppea （页面存档备份，存于）
- Romano-Campanian Wall-Painting (English, Italian, Spanish and French introduction) （页面存档备份，存于）
- Dumbarton Oaks: Garden Archaeology
- The Villa at Oplontis, Skenographia Project （页面存档备份，存于）